# Kościół Matki Bożej Światłości w Żebbuġ
Kościół Matki Bożej Światłości (malt. Il-Knisja tal-Madonna tad-Dawl, ang. Church of Our Lady of Light) – jest to rzymskokatolicki kościół, położony w Żebbuġ na Malcie.

## Historia
Tytułowanie Maryi „Matką Bożą Światłości” było mocno rozpowszechnione w XVIII wieku. Kult ten zainicjował we Włoszech ks. Giovanni Antonio Genovese; był on silny zwłaszcza na południu Sycylii. W tamtych czasach Malta miała ścisłe związki z Sycylią, więc kult ten szybko rozprzestrzenił się na cały archipelag.

### Oryginalna kaplica
Żebbuġ jest jedną z najstarszych parafii na Malcie, zawsze była tam duża liczba kaplic i kościołów. Podczas wizyty papieskiego wizytatora Pietro Dusiny w 1575, na terenie znanym jako Blatet Nardu, w miejscu dzisiejszego kościoła Matki Bożej Światłości, stała kaplica dedykowana Nawiedzeniu św. Elżbiety przez Maryję. Jej fundatorem był Leonardo Bonavia. Chociaż w 1588 została dekonsekrowana przez biskupa Tomasa Gargallo, pozostawała w użytkowaniu aż do 1658. Wspomina również o tej kaplicy, przy okazji wizyty duszpasterskiej w 1652, biskup Miguel Balaguer. Niestety z powodu fatalnego stanu, kaplica została w 1657 (lub 1658) definitywnie zamknięta przez tegoż biskupa.

### Nowy kościół
Podczas wizyty duszpasterskiej arcybiskupa de Bussan w 1736, dwaj księża, Jerome Azzopardi i Horace Xiberras, poprosili o zgodę na zbudowanie, w miejscu zrujnowanej kaplicy Nawiedzenia, kościoła pod wezwaniem Matki Bożej Światłości (malt. Il-Madonna tad-Dawl). W 1738 rozpoczęto prace budowlane. W 1740 nowa świątynia została poświęcona. Jej architektem był Lorenzo Gafà.

### Uszkodzenia wojenne
Podczas II wojny światowej, 2 maja 1941, bomba lotnicza uszkodziła zakrystię i dzwonnicę. Po naprawieniu uszkodzeń, w dzień jego patronki w listopadzie 1947 kościół wznowił swoją posługę dla mieszkańców.

## Architektura

### Wygląd zewnętrzny
Ten niewielki kościół posiada typowe cechy wielu innych świątyń, rozsianych po całym archipelagu. Zbudowany jest na planie kwadratu z imponującą fasadą. Jest ona podniesiona od poziomu gruntu przez dwa duże cokoły, na rogach obejmują ją dwa proste pilastry zwieńczone prostokątnymi kapitelami. Całość przykryta jest belkowaniem i ciężkim gzymsem, na którego środku znajduje się ozdobny fronton z pozostałościami herbu biskupa de Bussan. Linia każdego z pilastrów zakończona jest cokołem z ozdobnym elementem w formie szyszki. Główne wejście tworzą duże prostokątne drzwi, ozdobione kamienną ramą, zwieńczone zaś łamanym trójkątnym naczółkiem. Bezpośrednio nad nim znajduje się duże kwadratowe okno, ozdobione po bokach wydłużonymi esownicami. Po każdej stronie drzwi znajduje się niewielkie kwadratowe okno w prostej ramie, służące wiernym do adoracji Najświętszego Sakramentu w czasie, gdy kościół jest zamknięty. Doświetlenie kościoła wspomagają cztery półkoliście zakończone okna, umieszczone po dwa na każdej elewacji bocznej. Każda z nich posiada również boczne wejście, mniejsze niż frontowe, lecz podobnie ozdobione.
Elegancka kwadratowa dzwonnica z dwoma dzwonami znajduje się na tyłach świątyni.

### Wnętrze
Wnętrze kościoła uderza nas swoim przepychem. Bogaty fryz biegnie dokoła. Pomiędzy apsydą i prezbiterium widzimy po obu stronach grupę pilastów w stylu jońskim i korynckim. Nad jedynym ołtarzem wspaniały obraz tytularny Madonny z Dzieciątkiem, w otoczeniu aniołów. Szeroka kamienna rama obrazu podtrzymywana jest przez dwa skrzydlate anioły. Nad obrazem wspaniały kartusz z napisem “Marija tat lid-dinja d-dawl ta’ dejjem” (Maryja dała światu światło wiekuiste). Ponad kartuszem, w połowie na sklepieniu apsydy, umieszczony jest okrągły obraz w ramie trzymanej przez dwa małe putti, przedstawiający Nawiedzenie św. Elżbiety przez Maryję. Przypomina on o oryginalnej kaplicy, która stała na tym miejscu.
W kościele znajdują się jeszcze cztery inne obrazy nieznanego maltańskiego artysty, zawieszone po dwa na każdej bocznej ścianie. Są to:
- obraz św. Szymona Apostoła; Szymon przedstawiony jest z piłą w jednej, a księgą w drugiej ręce, obok dwa aniołki, jeden z gałązką palmy, symbolem męczeństwa
- obraz św. Marii Magdaleny medytującej o Chrystusie
- obraz św. Liboriusza biskupa, stojący obok aniołek trzyma księgę i dwie ampułki z kamieniami - atrybutami świętego, patrona chorych na kamicę nerkową
- obraz Chrystusa Zbawiciela świata.

Obraz tytularny kościoła został odnowiony przez maltańskiego artystę Rafaela Bonnici Calì.

## Kościół dzisiaj
Kościół jest w dobrym stanie. Co roku w drugą niedzielę listopada obchodzona jest uroczystość ku czci Matki Bożej Światłości.

## Ochrona dziedzictwa kulturowego
Budynek kościoła umieszczony jest na liście National Inventory of the Cultural Property of the Maltese Islands pod nr. 2278.